# Nesretni čovjek
Nesretni čovjek (drugi naziv: Potčinjeni) (izdan 1951.) je zbirka kratkih kriminalističkih priča Agathe Christie s Poirotom u glavnoj ulozi.
Priče su:
1. Nesretni čovjek
2. Plymouth Express
3. Događaj na plesu pod maskama
4. Tajna tržnice
5. Lemesurierovo nasljedstvo
6. Cornwallska tajna
7. Princ i glumica
8. Planovi za podmornicu
9. Pustolovine Claphamske kuharice

Ova zbirka kratkih priča do danas nije objavljena na području bivše Jugoslavije. 
Priče koje su ekranizirane su u TV seriji Poirot s Davidom Suchetom u glavnoj ulozi:
1. Nesretni čovjek (pod nazivom Tiha voda) u petoj sezoni (1993.)
2. Plymouth Express u trećoj sezoni (1991.)
3. Događaj na plesu pod maskama u trećoj sezoni (1991.)
4. Cornwallska tajna u drugoj sezoni (1990.)
5. Princ i glumica u prvoj sezoni (1989.)
6. Pustolovine Claphamske kuharice u prvoj sezoni (1989.)

## Radnja

### Nesretni čovjek
Nakon tajanstvenog požara u njegovoj tvornici poduzetnik Sir Rueben Astvrell odlučio je podatke o spoju koji je otkrio spremiti kod kuće. Astwellove nade da će se obogatiti na mogućem ratu s Njemačkom osujetio je ubojica koji ga je zatekao u njegovoj radnoj sobi. Iako Poirota nije uspjela hipnotizirati, gđica Lemon pomaže mu svojom novom vještinom u rješavanju teškog slučaja ubojstva i osvete, a Hastingsu da na igralištu za golf pogodi rupu iz prve.

### Plymouth Express
Mlada nasljednica Florence Halliday ubijena je na putu u Plymouth. Glavni su sumnjivci dvojica poznatih lovaca na miraz: njen pokvareni bivši muž Rupert i noviji obožavatelj Francuz grof Rochefour. Poirot i Hastings slijede Florencein trag putujući vlakom. Florence je posljednji put viđena kako traži večernje novine što Poirotu daje ključ za rješavanje ubojstva.

### Događaj na plesu pod maskama
Radijska zvijezda Coco Courtney nađena je mrtva od prevelike doze kokaina nakon plesa pod maskama na kojem je i Poirot bio nazočan iako ne u kostimu. Na plesu je Poirot primijetio da se Coco prepire s vikontom Cronshawom koji je kasnije nađen mrtav u blagovaonici s nožem zabodenim u srce. Poirot i inspektor Japp vode istragu usredotočenu na potragu za zelenim pomponom otkinutim s Cronshawovog šaljivog kostima.

### Tajna tržnice
Čovjek je navodno počinio samoubojstvo, ali stvari nisu uvijek onakve kakve se čine. Kućepazitelj ističe da je pištolj bio u žrtvinoj lijevoj ruci, a on je bio dešnjak.

### Lemesurierovo nasljedstvo
Svaka generacija Lemesurierovih pati od obiteljskog prokletstva prema kojemu prvorođeni sin ne naslijedi imanje svoga oca. Gđa Lemesurier pozove Poirota nakon što joj je se prvorođenom sinu dogodi serija "nesreća", a ona sumnja na nešto više od prokletstva kao uzrok tome...

### Cornwallska tajna
Na svoju veliku žalost, Poirot je u Cornwall došao prekasno da spriječi smrt gđe Pengelley koja je tražila njegovu pomoć zbog sumnje da je muž zubar truje kako bi se mogao oženiti svojom mladom pomoćnicom. Nakon prvih razgovora Poirot je uvjeren da gđu Pengelley nije ubio muž i kreće u potragu za pravim ubojicom.

### Princ i glumica
Poirot i Hastings posjećuju studio gdje njihov prijatelj režira film. Promatraju snimanje i šokira ih ponašanje vlasnika studija Henryja Reedburna, koji s glumcima i ekipom postupa doista strašno. Iste večeri Reedburna nalaze mrtvog u njegovu domu. Kad zbog ubojstva osumnjiče mladu zvijezdu filma Valerie Saintclair, njezin zaručnik angažira Poirota ne bi li dokazao njezinu nevinost.

### Planovi za podmornicu
Poirot je pozvan u dom lorda Alloway, potencijalnog premijera. Planovi za novu englesku podmornicu su ukradeni iz Allowayeva doma i Poirot je njegova jedina nada. Poirot nastoji riješiti slučaj, ali iskazi svjedoka se ne poklapaju...

### Pustolovine Claphamske kuharice
Poirot nije nimalo oduševljen kad ga gđa Todd zamoli da pronađe njenu kuharicu. A uvrijeđen je kad ga otpusti od slučaja tako što mu za usluge plati jednu gvineju. Ipak. nijedna zagonetka nije premalena za Herculea Poirota. Kad jednom prihvati slučaj, dovodi ga do rješenja. Osim toga. Poirot shvaTa da se iza nestanka kuharice krije više nego što se isprva činilo.

## Poveznice
- Nesretni čovjek  Arhivirana inačica izvorne stranice od 27. srpnja 2014. (Wayback Machine) na Agatha-Christie.net, najvećoj domaćoj stranici obožavatelja Agathe Christie